# Harold LeRoy Lint
Harold LeRoy Lint (Lewiston, 27 de noviembre de 1917 - Cottenwood, 20 de diciembre de 1996) fue un botánico estadounidense, especializado en Lamiaceae, con énfasis en el género Agastache.
Obtuvo su B.Sc. por la Universidad de California en Berkeley

## Algunas publicaciones
- 1977. A Revision of Juncus Subgenus Genuini (Juncaceae) in the Pacific States. Reimpreso de Oregon State Univ. 396 pp.
- 1942. A Revision of the Genus Agastache (Labiatae). Ed. Univ. of California, Los Angeles-Botany, 116 pp.